# 感染遊戯
『感染遊戯』（かんせんゆうぎ）は、誉田哲也の中編小説集。姫川玲子シリーズ第5作でスピンオフ作品。

## 概要
シリーズの登場人物である姫川と対立する警部補・勝俣健作（通称：ガンテツ）と姫川班の若手刑事・葉山則之、『シンメトリー』の短編「過ぎた正義」に登場した元刑事・倉田修二をメインに据えた4つの物語を収録した中編集。収録作品の「感染遊戯」から「沈黙怨嗟」まではその3人がそれぞれ主役の物語を展開し、最終章の「推定有罪」でこれまでの3編で提示された謎が明らかになる構成となっており、「連鎖誘導」と「推定有罪」はそれぞれ「過ぎた正義」の前日談・後日談としての側面もある。
2008年に光文社の『小説宝石』で「感染遊戯」を発表後、2010年にその後の3編が掲載され、2011年3月18日に単行本、2013年11月に光文社文庫版が発売された。著者は作品構想時には官僚の不正が話題になっていたため創作的警告として描いたが、「感染遊戯」発表後に似たような事件が起こって何とも言えない気分を味わったと語っている。実際にその数ヶ月後に元厚生事務次官宅連続襲撃事件が発生し、事件を予見したとも指摘されている。
2012年にはフジテレビ系列の連続ドラマ『ストロベリーナイト』の原作となり、第6話にて「感染遊戯」、スペシャル番組『アフター・ザ・インビジブルレイン』にて「沈黙怨嗟」「推定有罪」が実写化されたほか、第4・5話「過ぎた正義」で一部の場面が取り入れられた。

## 主な登場人物
勝俣健作
捜査一課殺人犯捜査八係（勝俣班）主任 警部補。通り名は「ガンテツ」。
倉田修二
元捜査一課九係主任 警部補。息子が交際相手を殺害したことで辞職を余儀なくされる。辞職後はオフィスビルの警備員となる。
葉山則之
北沢署刑事組織犯罪対策課強行班捜査係 巡査部長。前作の事件による姫川班解体後、巡査長から昇進し今の部署に所属している。
姫川玲子
『姫川玲子シリーズ』の主人公。殺人犯捜査十一係姫川班主任 警部補。前作の事件で池袋署に飛ばされるが、2年半を経て警視庁に戻ってきた。

## 各章概要
15年前に会社員殺害事件を担当していた勝俣、刑事最後の事件として路上殺害事件を捜査していた倉田、老人間のトラブルに関わる事になった葉山。関わった時期も場所も違うこの3つの事件には、犯人が被害者の個人情報を得ていたこという共通点があった。

### 感染遊戯 / インフェクションゲーム
初出：『小説宝石』2008年7月号
三軒茶屋で会社役員殺害事件の捜査に回った勝俣は同じく事件を担当していた姫川に被害者の過去に関わった15年前の事件について語る。当時、公安部に異動する前の勝俣は製薬会社の会社員・長塚淳が殺害された事件を追っていた。勝俣が関係者への聞き込みを行う中、被害者の着衣から指紋が検出され、目撃証言も現れる。そんな中、長塚を殺害したとして一人の老人が出頭してくる。勝俣はその老人の取調を担当するが、老人は名前すらも一向に何も語ろうとはしない。老人の送検の準備のために時間ができ、現場に立ち寄った勝俣はある一つの可能性に行き着いた。そして事件の真実とその裏に隠された因縁が明らかになる。
長塚淳
被害者。25歳、大手製薬会社「濱中薬品」の環境保全部所属の会社員。東大卒。自宅で9回に及び包丁で刺され死亡する。
長塚利一
62歳、特殊法人「労災施設事業団」理事。長塚淳の父親。以前は厚生労働省の保健医療局長だった。
森尾敬子
22歳、長塚淳の恋人。大手出版社勤務。淳の葬儀で涙し、その姿をテレビに取り上げられた。
鈴木良江
長塚家の家政婦。太った中年女性。
岩田
勝俣と同じ係の警部補。芯が強く、時に勝俣に意見することもあり、勝俣に気に入られている。
大友慎治
57歳、長塚淳殺しを自首してきた老人。禿げ頭のしょぼくれた猿のような風貌。2年前に一人娘の麻由を亡くす。
橋爪俊介
殺人班四係長 警部。長塚淳が殺害された事件の指揮を執る。上司に取り入るのが上手い反面、叩き上げの人間には良いように思われていない。

### 連鎖誘導 / チェイントラップ
初出：『小説宝石』2010年5月号
息子の英樹が恋人を殺して神奈川県警に逮捕されたという知らせを受けた倉田は麻布十番で発生した路上殺傷事件の捜査に参加する。その事件で被害者の男性・松井武弘は一命を取り留め、女性・野中紗枝子は死亡していた。紗枝子の口座には給料以外に定期的に30万の金が振り込まれていることが判明、その線から松井と事件との関連を見出すが、その中で、倉田は英樹が殺人を犯したのは事実だと認識し、英樹のことに気持ちを引っ張られつつあった。そんな時、倉田は犯人に繋がる重要な情報を掴むが、犯人を見つけることが出来ず、倉田は事件解決を見ることなく警視庁を辞職する。その後も自らの正義と英樹への感情の狭間で苦悩する倉田は、ある人物との邂逅により「選択」という一つの考えに帰結する。
野中紗枝子
34歳、マンション「ローズハイム麻布」の三〇四号に住む女性。旅行代理店勤務。
松井武弘
45歳、外務省経済局総務参事官庶務主任。ノンキャリア。紗枝子に30万を振り込んだ事実を頑なに否定するが、その態度から横領を疑われる
戸矢
「朝陽新聞」記者。倉田が荻窪署にいた頃、第四方面を担当していた時の知り合いで、現在は麻布署も管轄している第一方面の記者クラブに身を置いている。
川上紀之
元「朝陽新聞」記者。現役の頃は政治部の記者だったが、5年前に痴漢で訴えられてから解雇された上に敗訴、そして彼女とも破局した。
秋嶋警視正
捜査二課課長。40歳前のキャリア。生田と共に松井への接触を止めるように迫る。
生田警視
捜査二課管理官。ノンキャリアの叩き上げで定年間近。

### 沈黙怨嗟 / サイレントマーダー
初出：『小説宝石』2010年8月号
前回の事件の余波によって姫川班が解体された後、北沢署の強行班捜査係に配属していた葉山は、老人同士の殴り合いの喧嘩の対応に当たることに。当事者の一人である谷川正継から話を聞くと、将棋仲間の堀井辰夫と将棋を指している途中、待ったを掛けたら辰夫が激昂し殴ってきたという。事実確認のため辰夫からも話を聞くと、辰夫は全面的に事実を認めるが、事件の状況を聞くため署を訪ねた孫娘の千尋の辰夫が谷川に向かって「お前に殺された」と発言していたという証言に引っかかった葉山は独自にこのトラブルの背景を捜査する。そして辰夫の過去を知った葉山は谷川を殴るに至った悲しい事情を知ることとなる。
堀井辰夫
72歳、喧嘩の当事者。谷川とは三軒茶屋の将棋サロンで知り合う。大手金属加工メーカーを定年退職後、地元の工場に勤めていたが、8年前に退職してすぐに妻がてんかんの発作が原因で、浴槽で溺死している。
谷川正継
66歳、辰夫に殴られた老人。特殊法人「社会福祉医療機構」理事長で以前は厚生省で年金局年金課長から厚生事務次官にまで出世し、一時は「年金のゴッドファーザー」の異名を持っていた。
谷川千尋
正継の孫娘。大学生。自宅でレポートを書いていたところに騒動を聞きつけたため、正継に警察への使いに回される。
堀井隆仁
辰夫の息子。大手電機メーカー勤務で、海外で現地工場の運営に関わる業務に就いている。「ドンコ」という名のフレンチブルドッグを飼っている。
杉村
辰夫が勤めていた「杉村製作所」社長。辰夫が勤めていた当時は資金繰りに行き詰まり給料不払いの時期が続いていた。

### 推定有罪 / プロバブリィギルティ
初出：『小説宝石』2010年10 - 12月号
辻内眞人
41歳。進学塾の講師。汚職官僚達の個人情報を公開した裏サイトの管理人。
内田
捜査一課八係長。勝俣の上司にあたる。
水内
サイバー犯罪対策課所属。
安藤斗真
死亡した辰巳に替わる勝俣の情報屋。
加納裕道
元農林水産省官僚の岡田芳巳を殺害、元郵政省官僚中谷公平を負傷させた若者。裏サイトを閲覧して二人の個人情報を集めた。　

## オーディオブック
2022年6月20日より、audiobook.jpで配信された。ナレーターは行成とあ。